# Vimolj, Kostel
Vimolj este o localitate din comuna Kostel, Slovenia.